# Хе (буква армянского алфавита)
Խ, խ (арм. խեо файле, в кл. орф. խէ, хе) — тринадцатая буква армянского алфавита. Создал Месроп Маштоц в 405—406 годах.

## Использование
И в восточноармянском, и в западноармянском языках обозначает звук [x]. Числовое значение в армянской системе счисления — 40.
Использовалась в курдском алфавите на основе армянского письма (1921—1928) для обозначения звука [x].
В системах романизации армянского письма передаётся как x (ISO 9985), kh (ALA-LC, BGN/PCGN). В восточноармянском шрифте Брайля букве соответствует символ ⠹ (U+2839), а в западноармянском — ⠭ (U+282D).

## Кодировка
И заглавная, и строчная формы буквы хе включены в стандарт Юникод начиная с версии 1.0.0 в блоке «Армянское письмо» (англ. Armenian) под шестнадцатеричными кодами U+053D и U+056D соответственно.

## Галерея

Округлый еркатагир
Прямолинейный еркатагир
Болоргир
Нотргир
Шхагир